# Jan Křtitel Kuchař
Jan Křtitel Kuchař, także Kucharž, Kucharz, Kucharsch, niem. Johann Baptist Kucharz (ur. 5 marca 1751 w Choteču, zm. 18 lutego 1829 w Pradze) – czeski kompozytor i organista.

## Życiorys
Kształcił się w miejscowości Vrchlabí u miejscowego organisty Alexa Tháma, następnie uczęszczał do gimnazjum jezuickiego w Hradcu Králové i Jiczynie. Był też uczniem Josefa Segera w Pradze. Od 1772 do 1790 roku pełnił funkcję organisty w praskim kościele św. Jindřicha, następnie od 1790 roku do śmierci był organistą w kościele premonstratensów na Strahowie. W latach 1791–1797 był kapelmistrzem opery włoskiej w Pradze. Udzielał lekcji śpiewu, kompozycji i gry na fortepianie, sam grał też na harfie, mandolinie i harmonijce ustnej. Za życia cieszył się uznaniem jako organista, jego gry słuchał cesarz Franciszek II.
Był autorem licznych kompozycji na organy. Utrzymywał znajomość z Josephem Haydnem i W.A. Mozartem, tłumaczył na język niemiecki libretta do oper Mozarta i sporządzał ich wyciągi fortepianowe. Napisał też recytatywy do włoskiej wersji Czarodziejskiego fletu.